# Andenes
Andenes è un villaggio della Norvegia, situato nella municipalità di Andøy, nella contea di Nordland.
Andenes è il centro abitato più settentrionale dell'isola di Andøya, nell'arcipelago delle Vesterålen. Ad est del villaggio si trova l'isola di Senja (nella contea di Troms), mentre ad ovest si apre l'Oceano Atlantico. Nel 2018 Andenes contava una popolazione di quasi 2.700 abitanti distribuiti su un territorio di 1,76 km².
L'antico nome norreno di questa località era Andarnes, derivante a sua volta da Amdarnes: il primo elemento che compone il nome è il genitivo Ömd (l'antico nome dell'isola di Andøya) e l'ultimo elemento (nes) significa "promontorio".

## Storia
Andenes era un importante villaggio di pescatori già durante l'Età del ferro e, a partire dai primi del 1900, divenne uno dei più grandi porti per la pesca di tutta la Norvegia.
La municipalità di Andenes venne fondata ufficialmente il 1º Gennaio 1924, separando il villaggio dalla municipalità di Dverberg. Nel 1964 Andenes venne unita di nuovo a Dverberg, a cui si aggiunse anche la municipalità di Bjørnskinn, dando vita alla nuova municipalità di Andøy.
All'inizio degli anni Ottanta del XX° secolo la popolazione del villaggio raggiunse il record di 3.770 abitanti, diventando così il più grande centro abitato delle isole Vesterålen. Il ridimensionamento della stazione aerea di Andøya e il processo di emigrazione verso città più importanti ha portato a un drammatico declino della popolazione negli ultimi 20 anni.
Il turismo è divenuto un'importante risorsa per la comunità locale in tempi recenti, in particolare Andenes è oggi un noto punto di partenza per chi vuole dedicarsi al whale watching.

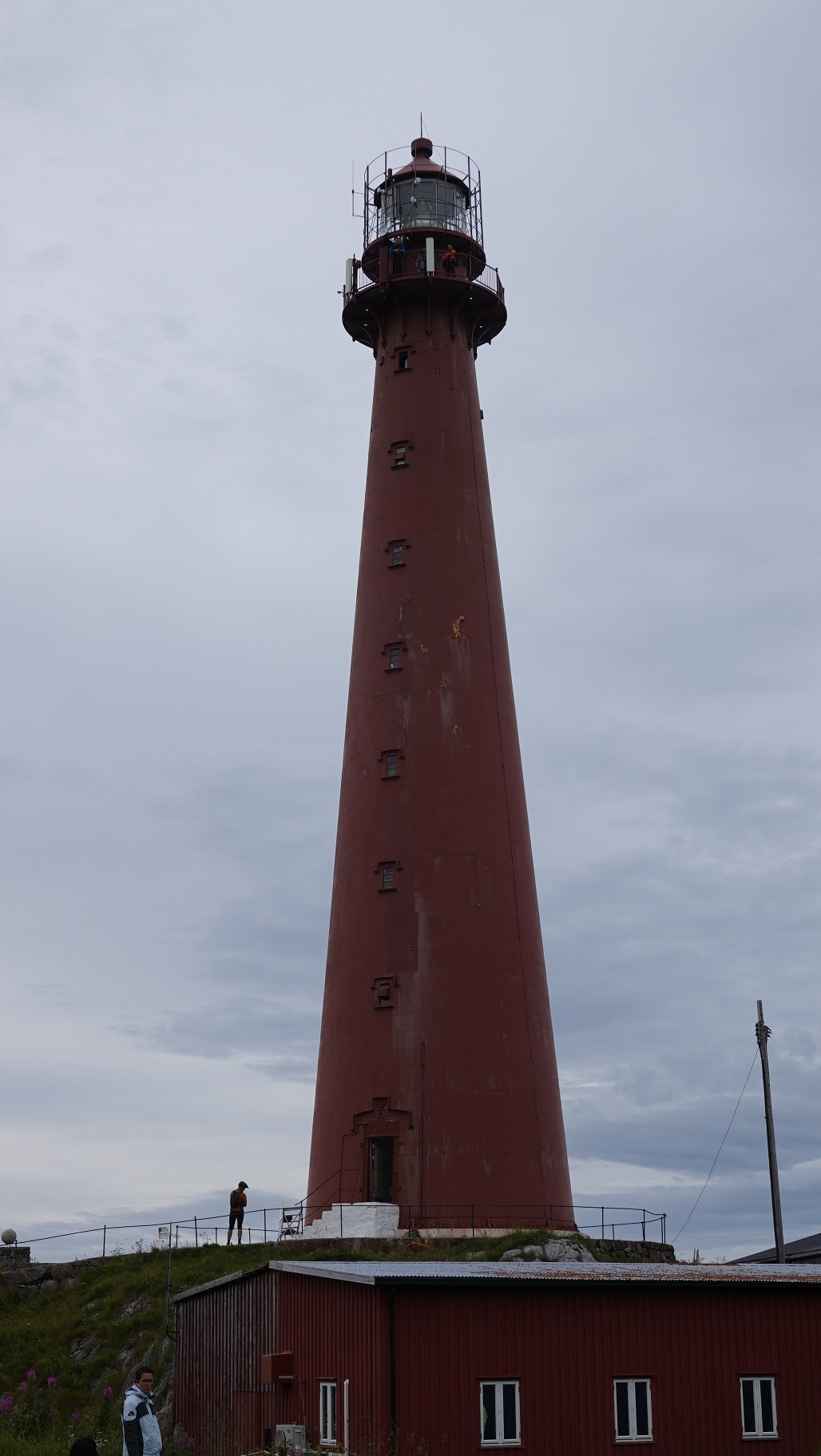
Il faro di Andenes.

## La stazione aerea
La costruzione della stazione aerea di Andøya venne commissionata e in larga parte finanziata dalla NATO nel 1952. Venne costruita tra i villaggi di Haugnes e Andenes, e divenne operativa nel Settembre del 1957. Se si esclude la pesca, dagli anni Settanta questa stazione aerea divenne la principale fonte di occupazione per la popolazione di Andøya.

## Geografia
Andenes si trova a 300 chilometri a nord del Circolo Polare Artico e il fenomeno del Sole di mezzanotte è qui visibile dal 19 Maggio al 25 Luglio. Il Sole resta sotto l'orizzonte nel periodo che va dal 25 Novembre al 28 Gennaio.
Andenes è circondata dal mare, fatto che tende a moderare le temperature durante tutte le stagioni. Il clima di questa località è al limite tra quello subartico e quello subpolare oceanico, ed è abbastanza mite considerando la latitudine. Le estati sono molto fresche, mentre durante la notte polare le temperature massime superano in genere quelle di congelamento dell'acqua.

## Cultura
Andenes ospita il festival musicale "Rock mot Rus" ("Rock contro le droghe"), in cui sono invitate a suonare sia giovani band, sia artisti più noti come Dead by April, Dimmu Borgir e Kvelertak.

## Galleria d'immagini

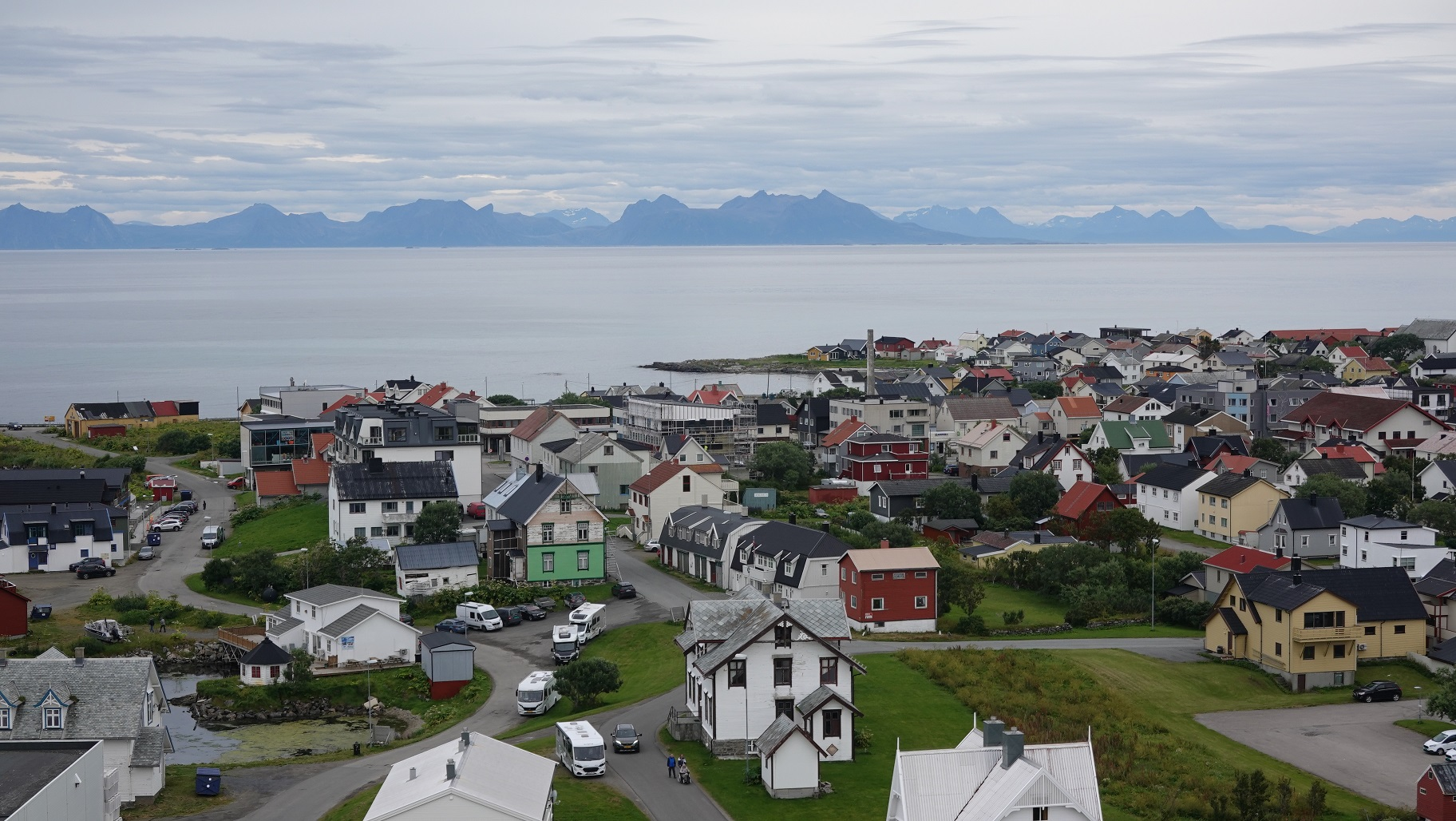
Panorama.
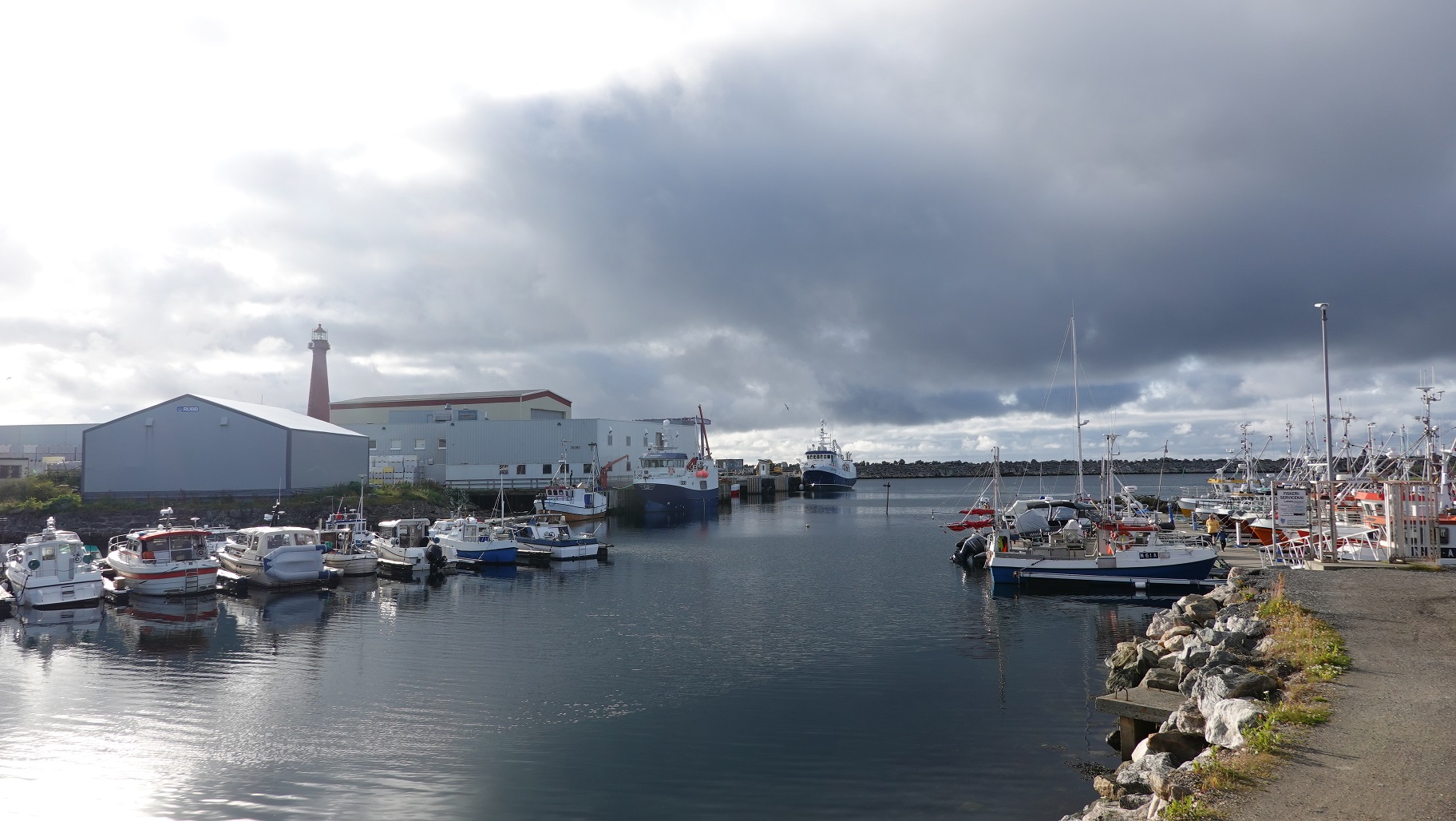
Il porto.
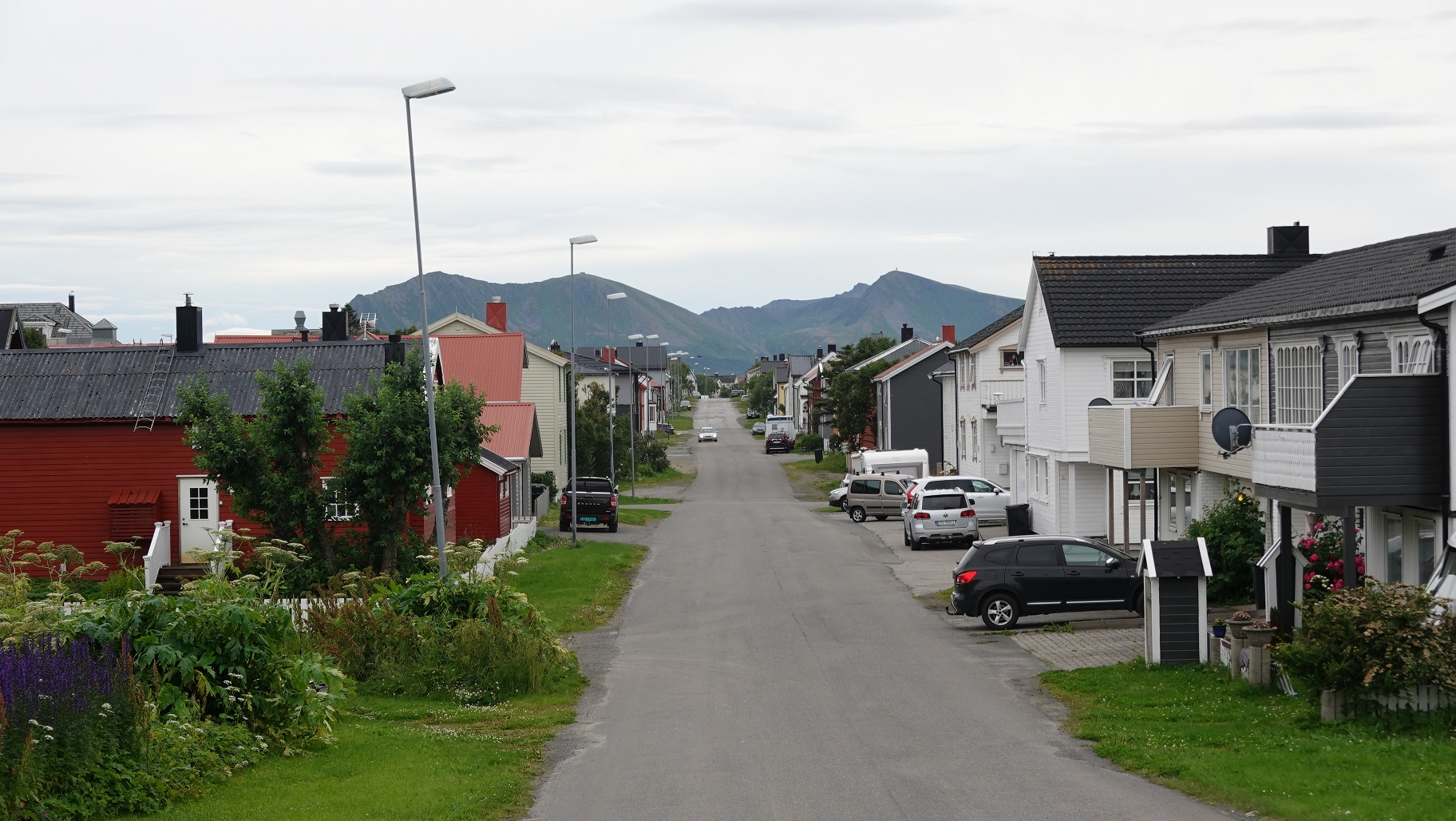
Una strada di Andenes.